# Поведа Кастроверде, Пётр
Святой Пётр (Педро) Поведа Кастроверде (исп. Pedro Poveda Castroverde, 3 декабря 1874, Линарес, Андалусия — 28 июля 1936, Мадрид) — испанский католический священник из Третьего ордена кармелитов, гуманист, педагог; мученик Римско-католической церкви. Основатель Института Терезиан (исп. Institución Teresiana; I.T.), он вёл гуманитарно-просветительскую деятельность более тридцати лет, вплоть до расстрела гонителями христиан в 1936 году.

## Биография
Родился 3 декабря 1874 года в Линаресе, в христианской семье Хосе Поведы Монтеса и Марии Линарехос Кастроверде Морено. Избрав религиозный путь в юном возрасте, он в 1889 году поступил в семинарию в Хаэне, а затем перевёлся в семинарию в Гуадиксе в Гранаде, где епископ предложил ему стипендию. Рукоположен в сан священника в апреле 1897 года, преподавал в семинарии и продолжил учёбу; в 1900 году получил диплом по богословию в Севилье.
В 1902 году ему было поручено проповедовать в Гуадиксе среди кале (цыган), живших в пещерах. Поведа переселился в пещеры, чтобы жить поближе к своей пастве. Он обучал их основам христианского учения: открыл школу для мальчиков и девочек, столовую и вечерние классы для взрослых. Он собирал средства для своего проекта, путешествуя по провинции и в Мадриде, где у него были хорошие друзья, и организовывал конференции св. Викентия де Поля. Будучи приверженцем важности образования, он основал Школы Святейшего Сердца для бедных детей. В 1905 году из-за трудностей с принятием его общественно-образовательной деятельности он был вынужден отказаться от работы в пещерах Гуадикс и принял назначение каноником базилики в Ковадонге, Астурия.
В 1911 году Поведа основал Институт Терезиан, занимающийся подготовкой учителей. Это было ответом на критический уровень безграмотности в Испании в то время — в конце XIX века 68% мужчин и 79% женщин были неграмотными. Он вернулся к преподаванию в семинарии в Хаэне и служил духовным руководителем катехизического центра. В 1921 году переведён в Мадрид и назначен капелланом Королевского дворца. В 1922 году назначен в Центральный совет по борьбе с неграмотностью и продолжал расширять Институт Терезиан, который был официально утверждён указом от папы Пия XI в 1924 году.
Когда разразилась гражданская война, республиканцы, желавшие дехристианизировать школы, объявили его врагом. Когда на рассвете 28 июля 1936 года военные пришли к нему домой с обыском, Поведа представился, сказав: «Я священник Христа». Он был расстрелян за свою веру и продвижение христианского образования в тот же день.

## Почитание
Папа Иоанн Павел II беатифицировал Поведу 10 октября 1993 года (вместе с другим членом Института Терезиан — Викторией Диес Бустос де Молина) и канонизировал его в Мадриде 4 мая 2003 года.
Институт Терезиан в настоящее время ведёт свою деятельность в тридцати странах на четырёх континентах, в том числе в Испании, Мексике, Колумбии, Венесуэле, Чили, Ирландии, Индии, Бразилии, Боливии, Уругвае и на Филиппинах.
День памяти — 28 июля.